# Schlacht von Sarıkamış
Bergmann-Offensive –
Sarıkamış –
Ardahan –
Van –
Malazgirt –
Karakilise –
Erzurum –
Trabzon –
Bitlis –
Muş –
Deutsche Kaukasusexpedition –
Sardarapat –
Abaran –
Karakilisa –
Baku
Die Schlacht von Sarıkamış oder Sarikamisch (türkisch Sarıkamış Savaşı, Sarıkamış Harekâtı, armenisch Սարիղամիշի ճակատամարտ Sarighamishi chakatamart; russisch Сражение при Сарыкамыше Sraschenie pri Sarykamysche) war eine Schlacht an der Kaukasusfront des Ersten Weltkrieges. Sie endete mit einem entscheidenden Sieg des Russischen Kaiserreichs über das Osmanische Reich. Der Schlacht von Sarıkamış ging die Schlacht von Köprüköy voraus.

## Hintergrund

### Osmanische Kriegsziele
Die osmanischen Kriegsziele gliederten sich in drei Stufen: An erster Stelle stand die Rückeroberung der Gebiete Batumi, Ardahan und Kars, die während des 10. Russischen Türkenkriegs an Russland verloren worden waren. Zwar wollte die deutsche Oberste Heeresleitung die Osmanen zu einem Angriff auf Odessa oder zu einem Einsatz in Galizien überreden. Doch Enver Pascha akzeptierte die deutschen Pläne nicht, da er sich der potentiellen Gefahr im Osten des Landes bewusst war. Die Russen würden früher oder später ihre Positionen am Kaukasus und in Persien nutzen, um Ostanatolien anzugreifen.
An zweiter Stelle stand die Rückeroberung der kaukasischen Gebiete, die in vorhergehenden Kriegen verloren gegangen waren, vor allem der Gebiete mit muslimischer Bevölkerung. Das dritte Kriegsziel war geprägt vom Turanismus und sah ein Vorstoßen in die zentralasiatischen Gebiete um das Kaspische Meer und die Vereinigung der dort ansässigen „turanischen“ Völker vor. Enver Pascha baute seine Pläne auf die Hoffnung, dass sich die regionale moslemische Bevölkerung seinen Truppen anschließen und gegen die Russen kämpfen würde.

### Russische Kriegsziele
Auch die Kriegsziele Russlands können in drei Teilziele gegliedert werden: Zunächst die Invasion Ostanatoliens, damit verbunden ein Vorstoßen nach İskenderun und somit das Erlangen eines Zuganges zum Mittelmeer. Danach die Eroberung Trabzons und dann entlang der Küste am Schwarzen Meer die Eroberung İstanbuls. Das letzte Ziel war das Erreichen des Persischen Golfs entlang des Tigris und des Euphrats. Insbesondere das Kriegsziel Istanbul, beziehungsweise Konstantinopel als der alten Metropole des orthodoxen Byzantinischen Reichs, erfreute sich einer nationalistischen, panslawistischen und religiösen Verklärung.

### Osmanische Streitkräfte
Die 3. Armee bestand aus drei Korps (IX., X. und XI.) und zwei Kavallerie-Divisionen mit insgesamt 120.000 Mann, 60.000 Reit- und Zugtieren, 168 Geschützen und 44 Maschinengewehren.
Die zahlenmäßige Überlegenheit der osmanischen Streitkräfte war angesichts des Zustands der Truppe trügerisch. Zwar verfügten sie über 120.000 Mann, diese waren aber schlecht ausgerüstet. Die Versorgung mit Kleidung und Nahrung war aufgrund fehlender Transportmittel mangelhaft.

### Russische Streitkräfte
Die russische Kaukasus-Armee umfasste zwei Armeekorps mit insgesamt 100 Bataillonen Infanterie, 117 Eskadronen Kavallerie und 250 Geschützen. Ihre Stärke betrug ca. 100.000 Infanteristen und 15.000 Kavalleristen. Vor Kriegsbeginn erhielt sie zusätzlich Verstärkung durch vier armenische und zwei georgische Bataillone.

## Vorbereitende Schlachten

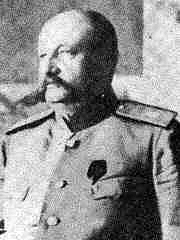
Nikolai Nikolajewitsch Judenitsch

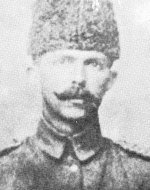
Hasan İzzet Pascha

### Bergmann-Offensive
Am 1. November 1914 begannen russische Truppen, die Grenzposten des Osmanischen Reichs anzugreifen. Am nächsten Tag gelang es den Russen unter der Führung von General Bergmann, die Grenze zu überschreiten und Zivin, Doğubeyazıt und Diyadin einzunehmen. Hasan İzzet Pascha, der Kommandeur der 3. Armee, dachte, dass die Russen mit zahlreichen Truppen einen Großangriff begonnen hätten. So befahl er seinen Truppen, sich bei Erzurum zu sammeln und mithilfe der dortigen Festung in der Defensive zu verharren. Am 4. November verlangsamten die russischen Truppen ihre Bewegungen im Feld. Hasan İzzet Pascha glaubte nicht mehr an einen Großangriff der Russen, seine Vorbereitungen waren hinfällig.

### Schlacht von Köprüköy
Am 6. November 1914 kam es zum ersten Gefecht zwischen Osmanen und Russen im Dorf Köprüköy. Den 22 russischen Bataillonen standen 26 türkische gegenüber. Aufgrund der mangelnden Kommunikation zwischen den osmanischen Truppen, der schlechten Ausbildung und der fehlenden Disziplin verließen viele Türken ihre Stellungen und ließen ihre Ausrüstung zurück. Die Gefechte dauerten bis zum 8. November an, dabei konnte keine der beiden Parteien einen entscheidenden Sieg erzielen. Da die Russen nicht genügend Nachschub organisieren konnten, zogen sie sich in ihre Stellungen zurück. Die Truppen Hasan İzzet Paschas bauten währenddessen ihre Stellungen aus und reorganisierten sich.
Enver Pascha versuchte währenddessen, die angeschlagene Stimmung im Hauptquartier zu verbessern, indem er İzzet Pascha den Befehl zum sofortigen Angriff auf die russischen Truppen gab. Ziel war, den Gegner zu überraschen, der sich im Rückzug befand. Hasan İzzet Paschas Armee war für eine solche Offensive nicht bereit, trotzdem befolgte er den Befehl und griff am 10. November mit zwei Divisionen die russischen Kräfte bei Köprüköy an. Diese traten den Rückzug an, nachdem sie rund 40 Prozent ihrer Soldaten verloren hatten. Am 17. November begann eine zweite Offensive der osmanischen Streitkräfte, um die Rückzugsstellungen der russischen Truppen zu nehmen. Dies gelang jedoch nicht, und İzzet Pascha befahl, die Kampfhandlungen einzustellen.

## Der Invasionsplan (Kaukasus)

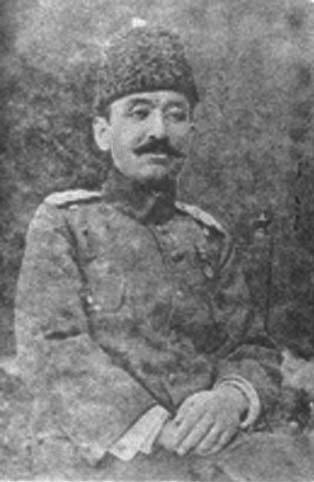
Hafız Hakkı Pascha

Die Dritte Armee war nicht imstande, ihren russischen Gegner vollständig zu besiegen. Diese Tatsache führte bei vielen osmanischen Generälen, Politikern und auch in der Öffentlichkeit zu zunehmender Unzufriedenheit. Die Zentrale der Jungtürken, die Gouverneure Erzurums, Vans und Trabzons und der osmanische Geheimdienst (Teşkilat-ı Mahsusa) empfanden eine Missgunst gegenüber Enver Pascha.
Innerhalb dieser Gruppe herrschte die Ansicht, dass mit mutigen und dynamischen Offizieren der Sieg gegen die Russen zu erlangen sei. Auch der deutsche Kaiser Wilhelm II. und sein Generalstabschef Falkenhayn waren mit dem Kriegsverlauf am Kaukasus unzufrieden. Enver Pascha fürchtete um sein Ansehen, das bislang von seinem Elan geprägt gewesen war.
Der ausbleibende Erfolg der osmanischen Armee war der Grund für die Wiederbelebung des kaukasischen Invasionsplans. Die Idee war schon früher besprochen worden. Jedoch war man in der Generalität zum Entschluss gelangt, dass man zuerst die Oberhand im Schwarzen Meer gewinnen müsse und bis auf den Frühling warten sollte. Am 17. November wurden jedoch alle Bedenken fallen gelassen und folgende Punkte des Planes festgelegt:
- Die russischen Truppen sollen in einer Zangenbewegung einerseits vom Schwarzen Meer, andererseits von Persien her angegriffen werden.
- Ein Teil der osmanischen Armee und der osmanische Geheimdienst (Teşkilat-ı Mahsusa) sollen die örtliche türkische Bevölkerung dazu bringen, sich gegen die Russen aufzulehnen.

### Änderungen in der osmanischen Heeresführung

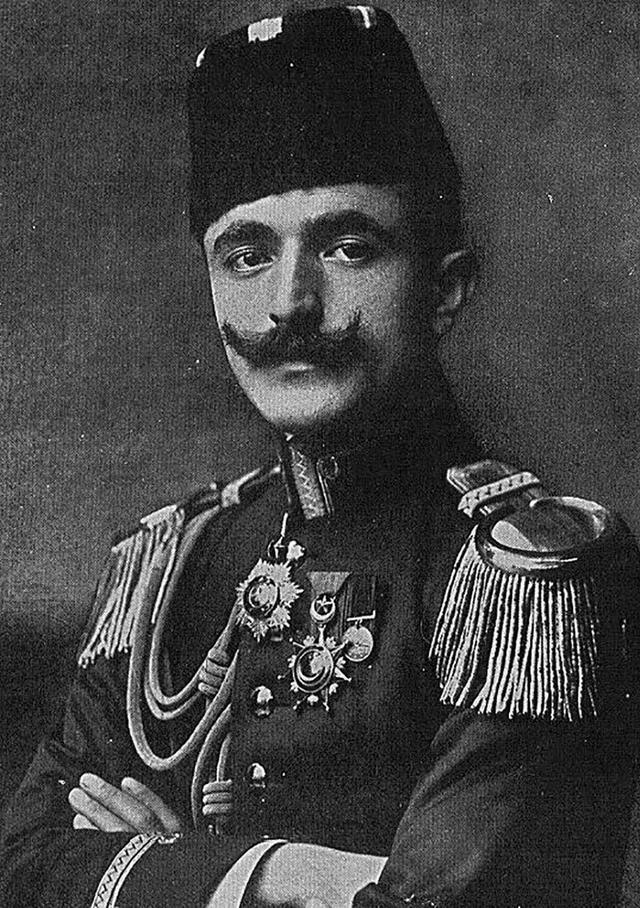
Enver Pascha

Es kam während der Planung dieser groß angelegten Invasion zu einigen Änderungen in der Kommandostruktur der Osmanen. Enver Pascha beorderte seinen Onkel Halil Bey zum Befehlshaber einer noch zu gründenden Division. Diese Division sollte über Täbris nach Dagestan vordringen und die dortige moslemische Bevölkerung zur Rebellion gegen die Russen bewegen. Kâzım Karabekir Pascha wurde ebenfalls an die Spitze einer Division berufen, die Teheran erobern sollte. Danach sollte er, wenn möglich, weiter nach Turkestan und Afghanistan vorrücken. Der Geheimdienst sollte die Bevölkerung gegen die dortigen Briten und Russen aufwiegeln.
Enver versetzte am 6. Dezember 1914 Ziya Pascha, den Kommandeur des X. Korps der Dritten Armee, in den Ruhestand und ernannte an seiner Stelle Oberst Hafız Hakkı zum Korpsbefehlshaber. Auch der Kommandeur des IX. Korps wurde wegen Widerstands gegen die Invasionspläne von Enver aus dem aktiven Dienst entfernt. Hasan İzzet Pascha, als Armeebefehlshaber, fürchtete angesichts dieser überstürzten Änderungen, dass Envers Angriff voreilig und unvorbereitet erfolgen würde. Am 18. Dezember trat er von seinem Kommando zurück. Am Tag darauf übernahm Enver Pascha selbst die Führung der Dritten Osmanischen Armee.

### Voraussetzungen
Die Dritte Armee war der Hauptkampfverband der Osmanen am Kriegsschauplatz. Sie bestand aus drei Korps und einer Kavallerie-Division. Die Osmanen hatten insgesamt 120.000 Mann. Die osmanische Heeresführung ging auch von einer möglichen Invasion Batumis aus. Diesen 120.000 Mann standen auf russischer Seite 100.000 Soldaten gegenüber.
Die Soldaten hatten für dieses großangelegte Manöver keine ausreichende Ausbildung erhalten. Die Truppen waren nicht hinreichend mit Nahrung und wintertauglicher Kleidung ausgestattet. Die medizinische Versorgung an der Front war katastrophal. Im Kampfgebiet gab es nur eine Straße, und diese war stellenweise 1,5 m hoch mit Schnee bedeckt. Die Temperaturen lagen zum Zeitpunkt der Gefechte bei −20 °C bis −25 °C. Dazu kam noch die Unfähigkeit Enver Paschas; ihm fehlte es an Erfahrung im Führen eines so großen Truppenverbands.

### Der osmanische Angriff

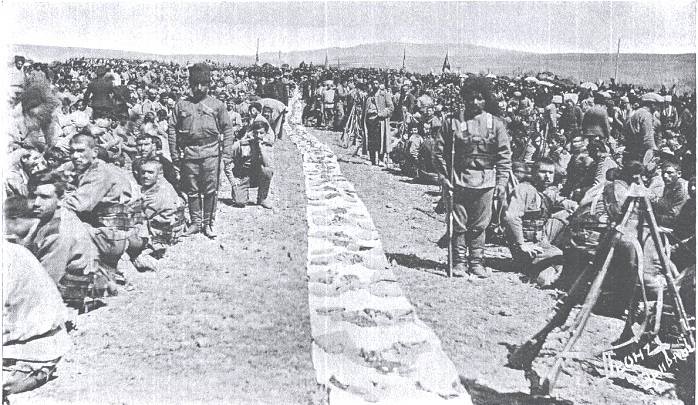
Armenisches Bataillon

Enver Pascha befahl unter diesen Umständen seinen Truppen den Angriff. Die russischen Streitkräfte sollten in einer Zangenbewegung zum Gefecht gezwungen werden. Das XI. Korps und die Kavallerie-Division sollten die russischen Truppen, bestehend aus einem Korps und einem Kavallerie-Bataillon, mit kleineren Scharmützeln ablenken. Währenddessen sollte das IX. und X. Korps über Bardız und Oltu die rechte Flanke der russischen Truppen umgehen und diese in das Araş-Tal zwingen. Am 22. Dezember begann der Angriff.
Das IX. Korps bewegte sich in Richtung Bardız, das X. Korps in Richtung Oltu. Nach einem Gegenangriff der russischen Truppen gewannen die Türken die Oberhand und zogen sowohl in Oltu und Bardız ein. Nachdem Enver Pascha den Besatzungsgürtel 15 Kilometer nach Osten verlegt hatte, verschlechterte sich die Kommunikation zwischen den einzelnen Truppenteilen. Gleichzeitig begann die Kampfkraft der Osmanen der schlechten Versorgungslage wegen nachzulassen.
Trotzdem gelang es Enver Pascha, sich am 25. Dezember mit einer Division des IX. Korps Sarıkamış auf sechs Kilometer zu nähern. Russische Truppen verhinderten ein weiteres Vordringen. Die russische Führung dachte währenddessen an eine Räumung der Stadt, da sie erfahren hatte, dass sich das X. Korps über den Allahüekber-Berg näherte und auch das XI. Korps zum Angriff überging.
Nach zwei misslungenen Angriffen der Osmanen am 26. Dezember wartete Enver Pascha auf das X. Korps. Dieses kam aber aufgrund der mehr als 1 Meter hohen Schneeschicht auf dem Allahuekber-Berg nur mühsam voran. Die Soldaten konnten je Stunde lediglich einen Kilometer zurücklegen. Von den 13.000 Soldaten des X. Korps erreichten lediglich 3.000 am 27. Dezember Sarıkamış, die restlichen 10.000 starben an Kälte, Hunger und Überanstrengung. Am 30. Dezember griff dieser Rest die russische Streitmacht an, welche über 22 Bataillone, 12 Kavallerie-Kompanien und 22 Geschütze verfügte. Der Angriff brachte keinen Fortschritt. Währenddessen musste sich die Division zurückziehen, welche die hinteren Linien des IX. Korps verstärkte.

### Der osmanische Rückzug

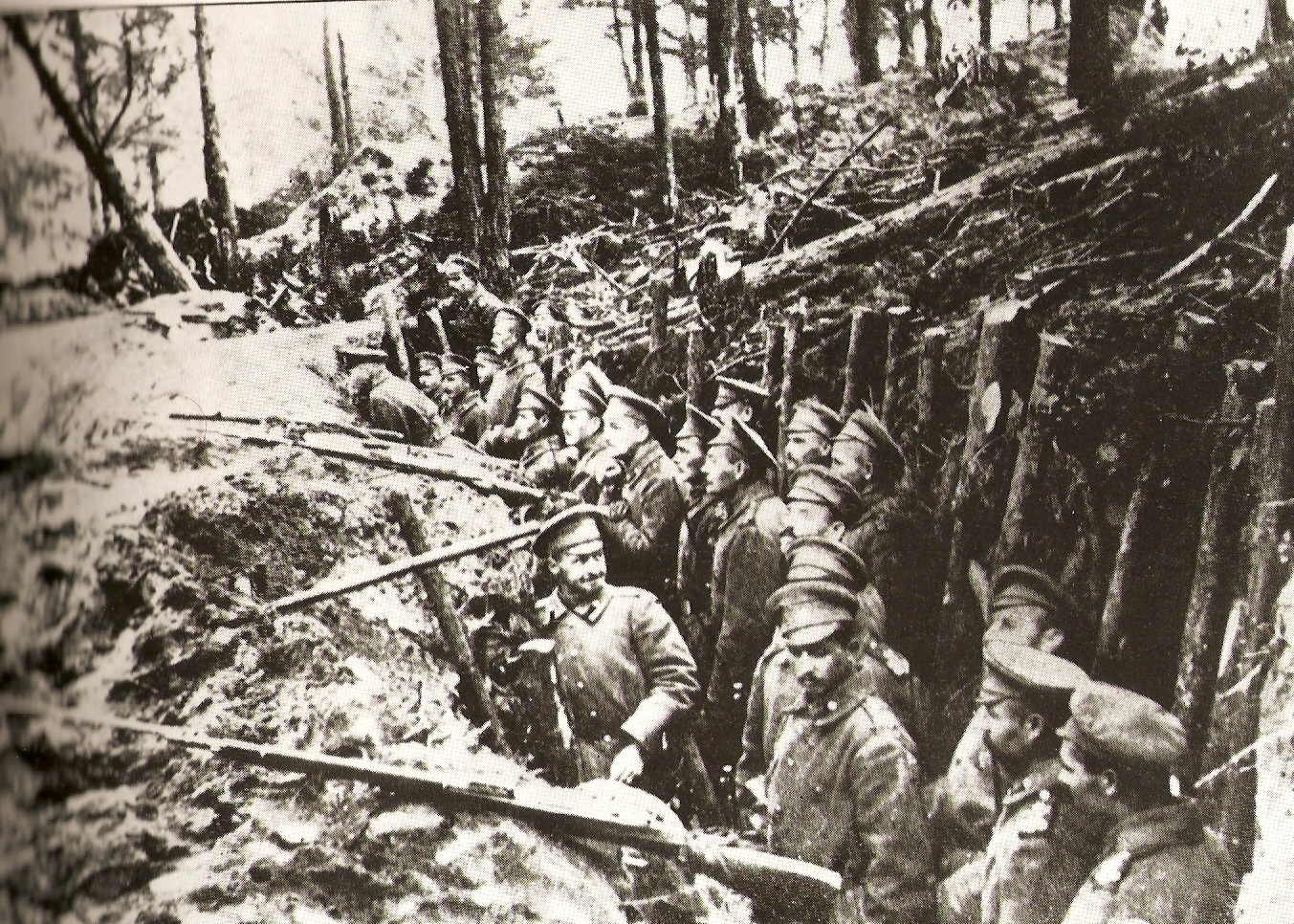
Russische Truppen in Schützengräben in den Wäldern von Sarıkamış

Am 4. Januar hielt eine 7.000 Mann starke osmanische Truppe eine 20 Kilometer lange Front im Norden von Sarıkamış. Diese Front wurde von 30.000 russischen Soldaten angegriffen. Die Russen planten, die osmanischen Truppen von Osten und Westen her anzugreifen und mit einer Kavallerie-Division in die linke Flanke der osmanischen Truppen einzudringen.
Enver Pascha musste die noch vorhandenen Teile der Dritten Armee zurückziehen. Er übergab am 5. Januar das Kommando der Truppen in Sarıkamış an Hafız Hakkı Pascha, wofür dieser von Enver zum General (Orgeneral) befördert wurde. Hafız Hakkı Pascha gab noch am selben Tag dem IX. Korps und dem X. Korps den Befehl zum Rückzug. Aber der Befehl kam zu spät, Bronsard Pascha wurde am Arm verletzt, das IX. Korps und sein Kommandeur Ali İhsan Pascha wurden gefangen genommen. Das X. Korps trat seinen Rückzug an. Dabei wurden 12 Feldkanonen in einen Abgrund gerollt. Am 8. Januar übergab Enver Pascha das Kommando der Dritten Armee insgesamt an Hafız Hakkı Pascha. Enver begab sich dann über Erzurum nach Istanbul. Die osmanischen Truppen mussten große Verluste während des Rückzuges hinnehmen. Am 18. Januar kamen sie in ihren Ausgangspositionen vor der Invasion an.

## Folgen
Die Schlacht dauerte drei Wochen und endete mit großen Verlusten auf osmanischer Seite. Die dritte osmanische Armee verlor die Hälfte ihrer Soldaten. Das IX. Korps (7.000 Mann), sein Kommandeur und 200 Offiziere wurden von den Russen gefangen genommen. Des Weiteren erbeuteten die Russen 20 Maschinengewehre und 30 Geschütze. Die russischen Verluste betrugen 30.000 Mann.
So wie viele Soldaten, die an der Schlacht von Sarıkamış beteiligt waren, erkrankte auch Hafız Hakkı Pascha im Februar 1915 an Typhus. Er wurde im Lazarett in Erzurum behandelt, starb jedoch am 15. Februar 1915 an den Folgen der Krankheit.
Die zivilen Verluste waren nicht minder schwer, viele Dörfer wurden niedergebrannt. Die türkische Bevölkerung fürchtete sich vor Übergriffen der Russen und Armenier und floh in Richtung Erzurum.
Enver Pascha kommentierte die große Niederlage mit den lakonischen Wörtern: „Wir gingen, sahen, griffen an und kamen zurück.“ Für ihn war die Niederlage ein großer Schlag. Während des Rückzuges schrieb er sein sich beim osmanischen Volk entschuldigendes Testament. Er spielte mit Suizidgedanken, aber sein politischer Kampfgefährte Talat Pascha konnte ihn davon abbringen. In der Folge erklärte er seine Niederlage mit der Teilnahme der sechs armenischen Legionen, die großenteils aus desertierten osmanischen Soldaten bestanden hätten, und armenischen Freischärlern, die ebenfalls auf Seiten der Russen gekämpft hätten. Dieses erfundene Narrativ nährte die unter vielen Muslimen im Osmanischen Reich vorherrschende antiarmenische Grundhaltung und diente schließlich als Vorwand für den Völkermord an den Armeniern.

## Gedenken
An der Europastraße 691 nahe Sarıkamış befindet sich heute die Gedenkstätte Allahuekber Dağı Şehitliği, die an die Opfer der Schlacht und vor allem an die bei der Überquerung des Allahuekber-Berges (heute ein in der Türkei bekanntes Skigebiet) gestorbenen Soldaten gedenkt.